# Kriminalistik (Zeitschrift)
Die Kriminalistik mit dem Untertitel Unabhängige Zeitschrift für kriminalistische Wissenschaft und Praxis wird monatlich im Kriminalistik Verlag, einer Marke der C.F. Müller GmbH (Heidelberg), publiziert. Sie erscheint in Deutschland, Österreich und der Schweiz.
Die Zeitschrift versteht sich als Mittlerin zwischen Wissenschaft einerseits und der praktischen Tätigkeit der Kriminalpolizei andererseits.
Herausgegeben wird die Kriminalistik ohne Unterbrechung seit 1946.

## Themen
Die Kriminalistik erscheint als unabhängige Zeitschrift für die kriminalistische Wissenschaft und Praxis. Sie widmet sich den Themen
- Kriminalistik im engeren Sinne
- Kriminologie
- Datenschutz
- Rechtsmedizin / Forensik
- Fahndung
- Recht
- kriminalistische Ausbildung für den gehobenen Dienst
- Kriminalpolitik
- Kriminaltechnik

## Mediadaten
Die Auflagenstärke der Zeitschrift beträgt etwa 1.300 Exemplare (2019), die weitgehend durch Abonnements an Bibliotheken, Hochschulen und Polizeiinstitutionen geordert werden. Laut Thomson Reuters hatte die Zeitschrift 2010 einen Impact Factor von 0,047 (Ranking: Platz 46 von 46 in der Kategorie Criminology & Penology).